# Vụ nổ súng tại Yên Bái 2016
Vụ ám sát tại Yên Bái là một vụ nổ súng giết người diễn ra ngày 18 tháng 8 năm 2016, tại trụ sở Tỉnh ủy Yên Bái ở thành phố Yên Bái, tỉnh Yên Bái, Việt Nam.
Theo các thông tin chính thức tạm thời hiện nay (8/2016) thì nghi phạm gây ra vụ tấn công là ông Đỗ Cường Minh, chi cục trưởng Kiểm lâm tỉnh Yên Bái đã vào phòng làm việc của Bí thư Tỉnh ủy Yên Bái Phạm Duy Cường và Chủ tịch Hội đồng nhân dân tỉnh Yên Bái kiêm Trưởng ban Tổ chức Tỉnh ủy Yên Bái Ngô Ngọc Tuấn, được cho là đã bắn nhiều phát súng vào hai ông này. Ngay sau đó, ông Đỗ Cường Minh được cho là đã dùng súng tự sát ngay tại phòng làm việc của ông Ngô Ngọc Tuấn. Vụ nổ súng này được đánh giá là sự cố đặc biệt nghiêm trọng đầu tiên xảy ra trên địa bàn tỉnh Yên Bái và trên phạm vi Việt Nam.

## Diễn biến

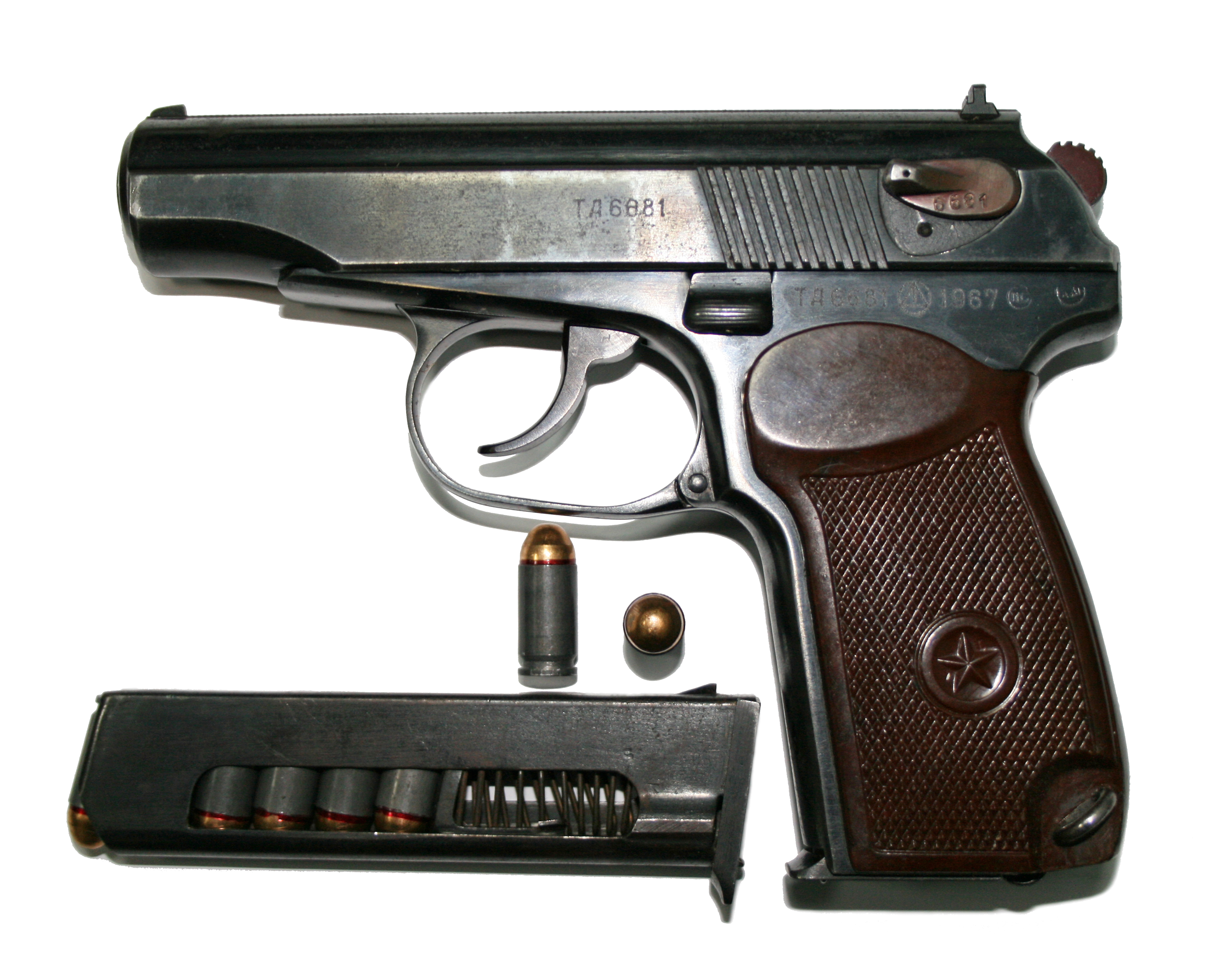
Minh họa một khẩu súng lục K-59 và băng đạn, tương tự loại hung khí giết người được tìm thấy tại hiện trường

Dự kiến, 8 giờ ngày 18 tháng 8 sẽ diễn ra cuộc họp thứ 2 Hội đồng nhân dân tỉnh Yên Bái.
Vào đầu giờ sáng 18 tháng 8, ông Đỗ Cường Minh, không phải là thành phần tham dự cuộc họp, đã thông qua Văn phòng để xin gặp Bí thư tỉnh ủy Phạm Duy Cường. Do quen biết, không có ai tại văn phòng kiểm tra vũ khí trên người ông Minh.
7 giờ 45, ông Đỗ Cường Minh được cho là đã vào phòng làm việc của Bí thư Tỉnh ủy Yên Bái Phạm Duy Cường và rút súng lục K-59 bắn vào đầu ông Cường. Sau đó ông Minh đóng cửa phòng ông Cường lại rồi đi sang phòng làm việc Chủ tịch Hội đồng nhân dân tỉnh Yên Bái kiêm Trưởng ban Tổ chức Tỉnh ủy Yên Bái Ngô Ngọc Tuấn và được cho là đã bắn ông Tuấn. Sau khi đã bắn ông Cường, trên đường đi sang phòng ông Tuấn ông Minh còn chào hỏi các cán bộ khác.
Hai nạn nhân đều bị bắn 2-3 phát đạn. Một nạn nhân bị bắn vào ngực, bụng và đầu. Một nạn nhân bị bắn vào ngực xuyên lên cổ và vào đầu. Ngay sau đó, Đỗ Cường Minh được cho là đã dùng súng tự sát bằng cách bắn vào đầu ngay tại phòng làm việc của ông Ngô Ngọc Tuấn.
Trong cuộc họp báo chiều ngày 18 tháng 8, Thiếu tướng Đặng Trần Chiêu, Giám đốc công an tỉnh Yên Bái, nói: khẩu súng K59 tại hiện trường là "vũ khí quân dụng, được trang bị cho chính đối tượng.". "Số lượng đạn bắn ra tại mỗi phòng là bốn viên" dựa vào khám nghiệm hiện trường.
Ngay sau vụ nổ súng, hai nạn nhân và nghi phạm được đưa đi cấp cứu ở Bệnh viện đa khoa tỉnh Yên Bái. Cuộc họp Hội đồng nhân dân tỉnh Yên Bái bị hủy bỏ.
Thủ tướng Nguyễn Xuân Phúc đã trực tiếp có mặt ở Yên Bái nắm tình hình làm việc và giải quyết vụ việc. Ông đã vào Bệnh viện đa khoa tỉnh Yên Bái thăm hai nạn nhân. Thủ tướng nhấn mạnh đây là mất mát to lớn và là sự cố đặc biệt nghiêm trọng từ trước đến nay trên địa bàn tỉnh Yên Bái và trên phạm vi cả nước. Thủ tướng yêu cầu Ngành Công an và Quốc phòng tại Yên Bái tăng cường các biện pháp nghiệp vụ, tuyệt đối không để xảy ra các tình huống xấu hơn, làm mất ổn về chính trị, trật tự an toàn xã hội trên địa bàn tỉnh Yên Bái.
Bộ Y tế Việt Nam điều động bác sĩ từ Bệnh viện Bạch Mai, Bệnh viện Việt Đức và Viện Tim mạch quốc gia đến Yên Bái để cấp cứu. Thứ trưởng Bộ Công an Việt Nam Thượng tướng Nguyễn Văn Thành có mặt tại Yên Bái để trực tiếp chỉ đạo điều tra xử lý vụ việc.
Ông Vàng Ả Sàng, Giám đốc Bệnh viện Đa khoa Yên Bái, cho biết Bí thư Tỉnh ủy Phạm Duy Cường và Chủ tịch Hội đồng nhân dân Ngô Ngọc Tuấn đều bị bắn 3 phát vào bụng và ngực, tử vong trước khi nhập viện. Ông Ngô Ngọc Tuấn tử vong đúng vào ngày sinh nhật của ông, trong lúc gia đình dự định tổ chức mừng sinh nhật ông. Nghi phạm Đỗ Cường Minh được cho là đã tự sát với một viên đạn xuyên vùng đầu, nhập viện trong tình trạng tim ngừng đập. Sau khi được cấp cứu, tim ông Minh đập trở lại, nhưng tiên lượng sống sót thấp. Đầu giờ chiều 18 tháng 8, gia đình đã làm thủ tục đưa ông Minh về nhà lo hậu sự.

## Nạn nhân
| Tên            | Ngày sinh           | Quê quán          | Ngày mất                   | Trình độ                                                | Chức vụ cuối cùng | Chức vụ trước đây |
| -------------- | ------------------- | ----------------- | -------------------------- | ------------------------------------------------------- | --- | --- |
| Phạm Duy Cường | 9 tháng 12 năm 1958 | Thanh Trì, Hà Nội | 18 tháng 8, 2016 (57 tuổi) | Thạc sĩ Quản trị Kinh doanh Kỹ sư vật liệu xây dựng     | Bí thư Tỉnh ủy Yên Bái khóa XIII nhiệm kỳ 2015-2020.                                                                                  | Giám đốc Nhà máy Xi măng Yên Bái Giám đốc Sở Kế hoạch và Đầu tư Yên Bái Phó Bí thư Tỉnh ủy Yên Bái Phó Chủ tịch Ủy ban nhân dân tỉnh Yên Bái Chủ tịch Ủy ban nhân dân tỉnh Yên Bái Bí thư Tỉnh ủy Yên Bái khóa XII |
| Ngô Ngọc Tuấn  | 18 tháng 8 năm 1964 | Duy Tiên, Hà Nam  | 18 tháng 8, 2016 (51 tuổi) | Đại học Nông nghiệp chuyên ngành Kinh tế, Đại học Luật. | Ủy viên Ban thường vụ Tỉnh ủy Chủ tịch Hội đồng nhân dân tỉnh Yên Bái khóa XIII nhiệm kỳ 2015-2020 Trưởng ban Tổ chức Tỉnh ủy Yên Bái | Phó Giám đốc Sở Nông nghiệp và Phát triển Nông thôn tỉnh Yên Bái Bí thư Huyện ủy Văn Chấn Phó Giám đốc Sở Khoa học và Công nghệ tỉnh Yên Bái Bí thư Huyện ủy Trạm Tấu Chánh văn phòng Tỉnh ủy Yên Bái              |

## Thủ phạm
Ông Đỗ Cường Minh sinh năm 1963, là con rể của Nguyễn Văn Ý, nguyên Bí thư tỉnh uỷ tỉnh Hoàng Liên Sơn trước đây. Vợ ông Minh là Chủ tịch Hội Liên hiệp Phụ nữ Việt Nam tỉnh Yên Bái, vợ chồng ông Minh có duy nhất một người con gái sinh năm 1992, có đi du học Thụy Sĩ. Năm 1983, ông Minh công tác tại Xí nghiệp đầu máy Hà-Lào. Năm 1986, chuyển về Đài Phát thanh - Truyền hình tỉnh Hoàng Liên Sơn. Năm 1996, ông Minh chuyển sang công tác tại Chi cục Kiểm lâm tỉnh Yên Bái, biên chế tại Trạm kiểm lâm 16. Tháng 6 năm 2008, được bổ nhiệm làm Phó Chi cục trưởng Chi cục Kiểm lâm tỉnh Yên Bái và đến 1 tháng 4 năm 2014 được bổ nhiệm làm Chi cục trưởng
Trả lời phóng viên tại cuộc họp báo chiều ngày 18 tháng 8, bà Phạm Thị Thanh Trà, Chủ tịch Ủy ban nhân dân tỉnh Yên Bái cho rằng ông Đỗ Cường Minh không có vấn đề về thần kinh hay tâm thần, "bản chất con người ông Minh là một người lành hiền, không phải người xấu, luôn cố gắng trong công việc, hoàn thành các nhiệm vụ được giao" tuy vậy có "dấu hiệu của sự cực đoan", "có thể tâm lý gì diễn biến trong nội tâm không làm chủ được bản thân, khiến ông Minh có hành động manh động như vậy". Bà Trà nói thêm ông Minh là "con rể của nguyên lãnh đạo tỉnh". Bà khẳng định vụ việc "chắc chắn không có liên quan đến công tác cán bộ".
Trước đó, em trai Đỗ Cường Minh, Đỗ Phú Giang cũng đang thụ án thời hạn 20 năm trong 1 vụ án giết người.

## Khởi tố
Trong buổi họp báo chiều ngày 18 tháng 8, thiếu tướng Đặng Trần Chiêu, giám đốc Công an tỉnh Yên Bái, cho biết do nghi phạm Đỗ Cường Minh đã chết nên cơ quan công an không khởi tố vụ án hình sự.
Đến tối muộn 18-8, Cơ quan cảnh sát điều tra Công an tỉnh Yên Bái đã khởi tố vụ án hình sự giết người xảy ra tại trụ sở Tỉnh ủy để điều tra, xác minh động cơ gây án và các vấn đề liên quan đến vụ án.
Theo Thiếu tướng Hồ Sỹ Tiến, Cục trưởng Cục Cảnh sát hình sự (Tổng cục Cảnh sát), dù nghi can đã chết nhưng vẫn phải khởi tố để làm rõ nguyên nhân và kết luận vụ việc một cách thận trọng.

## Nguyên nhân
Bà Trà nói trong buổi họp báo: theo quy hoạch, sắp tới sẽ sáp nhập Chi cục Kiểm lâm (nơi ông Minh làm việc) và Chi cục Phát triển lâm nghiệp (Sở Nông nghiệp và phát triển nông thôn). Tuy nhiên, đây mới chỉ là phương án chứ chưa có quyết định chính thức. Lãnh đạo tỉnh đã gặp ông Minh để làm công tác tư tưởng và cho biết chưa có quyết định chính thức "ai làm trưởng đơn vị mới khi sáp nhập".

## Phản ứng và bình luận
- Thủ tướng Nguyễn Xuân Phúc chỉ đạo công an, quốc phòng tăng cường các biện pháp an ninh tại Yên Bái. "Cần hỗ trợ, chăm sóc và bảo đảm an toàn cả về tính mạng, sức khỏe cho thân nhân, gia đình các đồng chí bị nạn và cả thân nhân đối tượng gây án".[26][27]
- Chủ tịch Ủy ban nhân dân tỉnh Yên Bái Phạm Thị Thanh Trà thừa nhận: "Vụ việc vừa xảy ra là điều kinh hoàng chưa từng có từ trước đến nay, mức độ nghiêm trọng của nó lớn hơn rất nhiều, gây ra cơn địa chấn trong tâm lý, tư tưởng xã hội của đông đảo người dân."[17]
- Tại Diễn đàn nhà báo trẻ, CEO hãng Luật Minh Mẫn, Huỳnh Minh Mẫn, phát biểu về pháp lý: "Tôi phản đối báo chí gọi ông Đỗ Cường Minh là hung thủ khi chưa có bản án của Toà đã có hiệu lực pháp luật... Vì hung thủ chưa xác định nên không không thể cho rằng hung thủ đã chết làm căn cứ không khởi tố vụ án theo điều 107 BLTTHS 2003. Mà dù có muốn không khởi tố vụ án thì cơ quan tố tụng phải ra quyết định không khởi tố vụ án theo quy định tại điều 108 BLTTHS, chứ không phải phát biểu vu vơ trong buổi họp báo của Giám đốc Công an tỉnh."[28]
- Trả lời RFA, TS Phạm Chí Dũng nhận xét: "Thay vì làm đơn tố cáo hay triệt hạ nhau bằng những thủ pháp chính trị như trước đây có nghĩa là về mặt mức độ xung đột và tính chất xung đột đã khác hẳn trước đây, nó thể hiện ra hành vi và hành vi cực kỳ thô bạo, hành vi đó là hành vi thảm sát. Đây là lần đầu tiên xảy ra vụ quan chức bắn nhau mà thảm sát hàng loạt... Không phải dân bắn quan chức mà là quan chức bắn nhau, hơn nữa không phải quan chức cấp thấp mà là quan chức cấp cao, Bí thư tỉnh và Chủ tịch HĐND tỉnh tức là Phó bí thư tỉnh, như vậy là đụng tới Ủy viên trung ương rồi.... Tôi cho rằng nó đặc biệt quan trọng ở chỗ này: đó là không khí xung đột trong nội bộ đảng đã phát triển tới tiệm cận giới hạn bùng nổ thảm sát cá nhân, có nghĩa là căng thẳng lắm rồi... Vụ quan chức bắn nhau ở Yên Bái nó sẽ mở ra một giai đoạn mới cho cuộc xung đột nội bộ trong đảng." [29]
- Trả lời RFA, ông Nguyễn Khắc Mai, nguyên Vụ trưởng Vụ Nghiên cứu, Ban Dân vận Trung ương cho rằng cuộc tàn sát này là vấn đề nội bộ trong bối cảnh mâu thuẫn quyền lực và chia chác quyền lợi: "Anh kiểm lâm ấy anh bức xúc một vấn đề gì đấy, có thể anh có những sai lầm gì đấy của hệ thống nhưng anh ta là con dê bị bắt ra để tế. Anh ấy uất ức thì tiêu diệt cái đám hệ thống của anh, đấy có thể là một khả năng chứ không phải tự nhiên người ta lại điên rồ gì mà lại đi giết nhau như vậy... Đây là vấn đề mâu thuẫn quyền lực cũng như lợi ích. Ăn chia với nhau không sòng phẳng nên diệt nhau. Khi bình thường thì dùng người ta để mà kiếm chác đến khi có nguy cơ gì đấy thì đem người ta ra để tế thì người ta sẽ không chịu. "[29]
- Trong bài viết có tựa đề "Đã đến lúc cần phải đối thoại", giáo sư Chu Hảo, nguyên Thứ trưởng Bộ Khoa học, Công nghệ & Môi trường cho rằng: "Tiếng súng ở Yên Bái không phải chỉ phơi bày tình trạng tha hóa tột độ trong nội bộ đảng cầm quyền, mà còn chứng tỏ mức độ bất ổn chính trị - xã hội ở nước ta đã đến hồi nguy hiểm." [30]

## Kết quả điều tra
Ngày 26 tháng 12 năm 2016, công an tỉnh Yên Bái đã tổ chức họp báo công bố kết quả sau hơn 4 tháng điều tra.

### Khám nghiệm hiện trường
Tại hiện trường cơ quan công an thu giữ 4 vỏ đạn, 2 đầu đạn tài phòng ông Cường; 4 vỏ đạn, 4 đầu đạn trong phòng ông Tuấn và một khẩu súng K59 tại phòng ông Tuấn, khẩu súng này đã hết đạn. Kết quả khám nghiệm hiện trường xác định trong phòng có một chiếc cặp, bên trong có 50 triệu đồng. Trong phòng ông Tuấn có két sắt, bên trong có 100.000 USD, 1,5 tỉ đồng và một số nhẫn chưa xác định chủng loại, giá trị. Kết quả khám nghiệm tử thi xác định thi thể công Cường có 4 vết đạn, ông Tuấn có 3 vết đạn, ông Minh có 1 vết đạn bắn xuyên từ thái dương bên phải sang bên trái.
Kiểm tra một điện thoại thu được tại phòng ông Cường, 2 điện thoại và 1 USB tại phòng ông Tuấn, qua kiểm tra không phát hiện dữ liệu gì có liên quan đến vụ án. Giám định khẩu súng, đầu đạn xác định các đầu đạn do khẩu súng K59 bắn ra. Khám ôtô của ông Đỗ Cường Minh đỗ ở sân Ban tổ chức Tỉnh ủy phát hiện dưới tấm lót sàn trong ôtô có một con dao nhọn tự chế (chuôi gỗ) dài 35 cm.

### Động cơ gây án
Về động cơ gây án, công an đã làm việc với đồng nghiệp tại Chi cục kiểm lâm Yên Bái và tất cả thành viên trong gia đình Đỗ Cường Minh nhưng không ai biết về mâu thuẫn và động cơ gây án của Minh là gì. Minh không vay nợ cơ quan và người trong gia đình.
Tiến hành điều tra xác minh nhưng không phát hiện có dấu hiệu của động cơ gây án là do ghen tuông tình ái, không có dấu hiệu của việc mâu thuẫn trong làm ăn kinh tế và không có động cơ mục đích chính trị.
Trong quá trình điều tra biết được có hai đơn tố cáo tham nhũng tại Chi cục kiểm lâm tỉnh Yên Bái: Tháng 4 và tháng 7-2015, ông Phạm Duy Cường, Bí thư Tỉnh ủy, nhận được 2 lá đơn (đơn nặc danh) tố cáo tham nhũng ở Chi cục kiểm lâm tỉnh Yên Bái và giao cho Công an tỉnh Yên Bái tiến hành xác minh nội dung đơn. Đến ngày 10 tháng 8 năm 2016 có kết quả như sau: Quá trình thực hiện dự án nâng cao năng lực phòng cháy chữa cháy rừng tỉnh Yên Bái thì Ban quản lý dự án và Hạt kiểm lâm huyện Văn Chấn để xảy ra sai phạm là đã sử dụng một phần kinh phí dự án để chi vào các khoản nằm ngoài quy định của dự án, nhưng chưa phát hiện dấu hiệu tư lợi cá nhân. Nguyên nhân để xảy ra sai phạm là do công tác quản lý, trách nhiệm của Đỗ Cường Minh trong sai phạm là người quản lý, điều hành chung hoạt động của dự án.
Tìm hiểu quan hệ vợ chồng ông Minh không có mâu thuẫn, ghen tuông gì trước khi xảy ra vụ án.
Liên quan công tác cán bộ tại Chi cục kiểm lâm, Công an tỉnh Yên Bái cho biết kết quả điều tra xác định có quá trình thực hiện đề án kiện toàn, sắp xếp, cơ cấu lại tổ chức bộ máy biên chế của Sở Nông nghiệp và PTNT, trong đó có nội dung sáp nhập Chi cục Lâm nghiệp vào Chi Cục kiểm lâm. Ban Tổ chức Tỉnh ủy Yên Bái đã có công văn thông báo ý kiến của Thường trực Tỉnh ủy cho chủ trương nhất trí để Sở Nông nghiệp và PTNT tiến hành làm quy trình kiện toàn chức danh lãnh đạo thuộc các đơn vị trực thuộc.
Sáng 26 tháng 7, Sở nông nghiệp và phát triển nông thôn tỉnh Yên Bái đã tổ chức lấy ý kiến về việc giới thiệu nhân sự để bổ nhiệm giữ chức vụ Chi cục trưởng Chi cục kiểm lâm và bỏ phiếu thăm dò chức danh Chi cục trưởng Chi cục kiểm lâm cho cả hai người là ông Kiều Tư Giang (Chi cục trưởng Chi cục Lâm nghiệp) và Đỗ Cường Minh. Ngày 7 tháng 8 năm 2016, lãnh đạo Sở nông nghiệp và phát triển nông thôn tỉnh Yên Bái đã họp, ra nghị quyết và làm tờ trình báo cáo Tỉnh ủy và Ủy ban nhân dân tỉnh Yên Bái xem xét quyết định ông Mai Mộng Tuân, Phó giám đốc sở kiêm Chi cục trưởng Chi cục Kiểm lâm, các ông Kiều Tư Giang, Nguyễn Đức Thiện, Đào Đình Khoa và Đỗ Cường Minh làm phó chi cục trưởng. Nhận định nguyên nhân gây án là do bất mãn bức xúc cá nhân trong bố trí sắp xếp nhân sự khi sáp nhập Chi cục lâm nghiệp vào Chi cục kiểm lâm tỉnh Yên Bái dẫn đến Đỗ Cường Minh đã dùng súng bắn chết ông Phạm Duy Cường và ông Ngô Ngọc Tuấn.
Do ông Minh được xác định thủ phạm gây án đến lúc này đã chết nên cơ quan công an không lấy được lời khai. Công an Yên Bái công bố đình chỉ vụ án vì thủ phạm duy nhất của vụ án là ông Đỗ Cường Minh đã chết. Vụ án khép lại.